# Anan (Tokushima)
Anan (阿南市 Anan-shi?) es una ciudad situada en la prefectura de Tokushima, Japón. Tiene una población estimada, a fines de agosto de 2023, de 69 206 habitantes.
Su área total es de 279.25 km².

## Geografía

### Localidades circundantes
- Prefectura de Tokushima
  - Katsuura
  - Komatsushima
  - Minami
  - Naka

## Demografía
Según los datos del censo japonés, esta es la población de Anan en los últimos años.
| 1995   | 2000   | 2005   | 2010   | 2015   | 2023   |
| ------ | ------ | ------ | ------ | ------ | ------ |
| 79.479 | 78.971 | 78.002 | 76.063 | 73.019 | 69.206 |